# Snowman's Land
 (février 2025).
Si vous disposez d'ouvrages ou d'articles de référence ou si vous connaissez des sites web de qualité traitant du thème abordé ici, merci de compléter l'article en donnant les références utiles à sa vérifiabilité et en les liant à la section « Notes et références ».
Pour plus de détails, voir Fiche technique et Distribution.
Snowman's Land est un court métrage d'animation américain de la série des Merrie Melodies réalisé par Chuck Jones, sorti en 1939.